# Gesellschaft mit beschränkter Haftung
Gesellschaft mit beschränkter Haftung (en alemán: «sociedad de responsabilidad limitada»), también conocida como GmbH, es una forma de sociedad de responsabilidad limitada en el derecho mercantil alemán desde 1892, aplicada posteriormente a otros países de Europa Central como Austria en 1906 o Suiza.
También hay «GesmbH» en Austria e incluso se puede ver «gGmbH» —donde la primera «g» significa gemeinnützige («Fundación de utilidad pública»).
En resumen, GmbH sería lo más parecido a una S.L. (Sociedad Limitada) en España, o una S.R.L. (Sociedad de Responsabilidad Limitada) en muchos países de Hispanoamérica.